# 陳興道
陳興道（越南语：／；1228年—1300年），名陳國峻（越南语：／），因受封為「興道王」（越南语：／）而得名陳興道。越南陳朝南定美祿縣即墨鄉人，皇族出身，並且是陳朝重要將領。他曾於13世紀率領陳朝軍隊，成功擊退蒙古軍隊的兩次入侵，成為越南歷史上的民族英雄之一。此外，陳國峻對於古代越南的軍事學甚有建樹，撰有《檄將士文》、《兵書要略》等軍事作品。

## 早年事跡

### 出身及早年生活
陳國峻是陳朝宗室、陳太宗皇帝的兄長安生王陳柳的兒子。據《大越史記全書‧本紀‧陳英宗紀》所載，陳國峻剛出世時，便有相士說「他日可經邦濟世」。到長大後，更是一位「容貌瓌偉，博習群書，有文武才」的有為青年。
安生王對於陳國峻這位才華橫溢的兒子，滿懷心機地加以栽培。由於「安生王初與昭陵（陳太宗葬於昭陵，因而越南古籍亦這樣稱呼他）有隙，心懷怏怏，遍求藝能之士，以訓國峻。」意思是，安生王與曾與太宗陳日煚發生不和，希望籍此培養兒子陳國峻，來有所圖謀。

### 參加抵抗第一次蒙古入侵
1257年（陳元豐七年）蒙古帝國因越南陳朝不願臣服，便派兵進攻越南。陳太宗有見於此，便預先派陳國峻到北境把守。但蒙古兵從中國雲南南下，勢如破竹，即將攻到首都昇龍（今河內市）。陳國峻因兵少無法抵抗，便撤守山西，陳太宗皇帝亦棄守昇龍。其後，因蒙古軍不服水土，狀態大減，才由陳太宗及歸化寨地區的土人所擊退。在此役中，陳國峻雖有參予抗敵，但並未能展現鋒芒。

## 第二次蒙古入侵時的表現
雖然在第一次蒙古入侵當中，早年的陳興道還沒有嶄露頭角，不過在其後的第二次及第三次蒙古入侵中，陳興道便成為陳朝軍隊的主將，在戰事中舉足輕重。

### 與元朝使節的碰頭
1277年（陳寶符五年），陳朝太上皇陳日煚去世，皇帝陳聖宗於次年（1278年）讓位給太子陳昑（即陳仁宗）。元朝以陳朝「不請命而自立」為藉口，派使節柴椿來責備，並要求陳仁宗到中國朝覲，但遭拒絕而回。
在柴椿出使越南期間，陳興道曾與他有一次碰頭。柴椿初來越南時態度囂張，在使節館裡便「高臥不出」，不接受越南朝廷官員的迎接。陳興道得知後，便剪去頭髮，身穿布衣裝束去找柴椿。柴椿一見他便「起揖延坐」，因為當時「剪髮布衣，乃北和尚狀」，而佛教僧侶在元代地位甚高，所以柴椿看到他的樣貌便必恭必敬。但柴椿企圖向陳興道施下毒手，假意請陳興道坐下茗茶，然後命僕從「執箭立國峻後，鑽其首流血，國峻色不變，及回，椿出門送之」，在陳興道的堅忍下，柴椿的奸計終不得逞（這件事，《大越史記全書》記載在紹寶三年，即1281年，陳荊和按《欽定越史通鑑綱目》說有誤，正確應是寶符六年，即1278年）。

### 元朝進兵與陳興道統領越南軍事

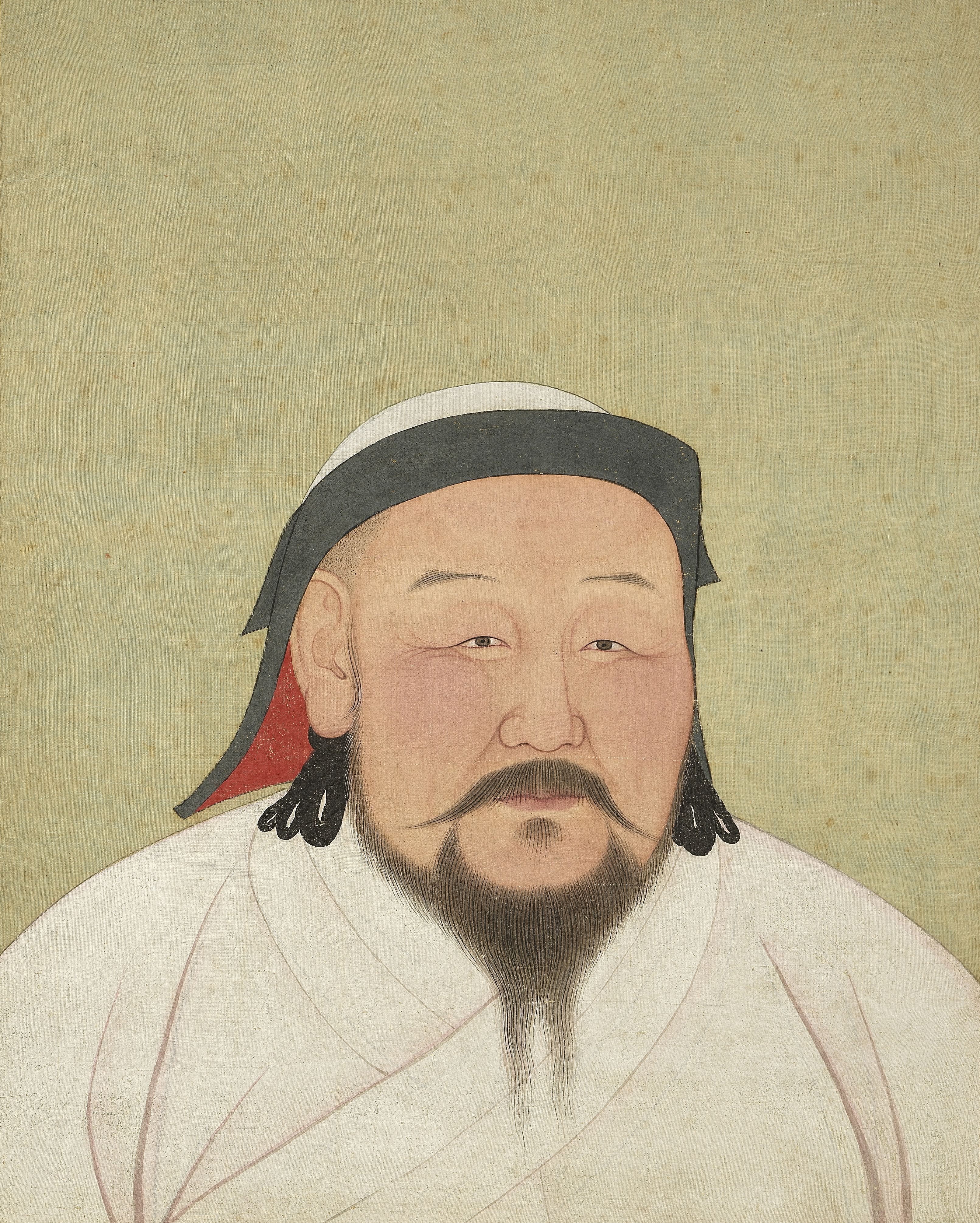
忽必烈汗

從1278年到1283年間，元朝試圖迫使陳朝臣服，並且擁立新的「安南國王」陳遺愛，但都未能成功，並且因為使節柴椿被打傷，故此忽必烈派軍南下（陳仲金說人數達五十萬），由皇子鎮南王脫歡、唆都等率領，以借道攻打占城之名侵越。
陳朝得悉元軍來意，便開始佈防，陳興道則獲封為「國公、節制統領天下諸軍」，並且享有「擇軍校有將才者分統部伍」的權力。

### 戰事失利及《檄將士文》
1284年（陳紹寶六年），陳興道雖已在各地派兵把守，但元軍勢如破竹，攻入現今的諒山省，並在支棱隘擊敗越軍，陳興道便撤退到萬劫（位於今海陽省），收拾殘軍（陳仲金說聚集了二十萬餘眾）。
陳朝朝廷聞悉戰事不利，陳仁宗皇帝便與太上皇陳威晃離開首都昇龍，到海陽與陳興道商議軍情。太上皇見到陳興道後，說出「賊勢如此，我可降之」的晦氣用词，陳興道便回答「先斷臣首然後降」，表現出他堅決衛國的心意。陳興道在萬劫糾集了一批將士後，還擔心他們意志不堅，便寫成《檄將士文》向眾將訓示說：「何則蒙韃乃不共戴天之讐，汝等既恬然不以雪恥為念，不以除兇為心，而又不教士卒，是倒戈迎降，空拳受敵，使平虜之後，萬世遺羞，尚何面目立於天地覆載之間耶。」要求全體將士，務必全心全意抗戰迎敵。

### 護駕出逃及反擊
陳朝對元軍的攻勢難以招架，元军很快直逼首都昇龍，陳興道護送太上皇與陳仁宗，輾轉經過海陽、廣安，最後到清化暫避。與陳興道相反，一些王室成員如陳益稷等，則投降元朝。
在陳興道護送太上皇、陳仁宗到清化，讓各路越軍得以專心抗敵，並逐漸傳來捷報。在鹹子關（位於今興安省），越將陳日燏、陳國瓚在南宋遺將趙忠 (宋元之際)協助下擊敗元將唆都；陳光啟在昇龍附近擊敗脫歡，使之退守京北地區（今北寧省地區），越軍收復國都；元將唆都失利後，移師到西結（位於今興安省），陳興道乘機設下伏兵，擊斃唆都，時在1285年（陳紹寶七年）農曆五月。這些戰事，令元軍士氣大挫。
西結之役後，元軍士氣低落，加以時值盛夏，軍中爆發疫病，造成士卒嚴重折損，脫歡決定撤軍回國。陳興道亦知道脫歡必然撤兵，便先在各地佈置軍隊後，親自率軍攻脫歡軍，脫歡潰退，至萬劫（位於今海陽省）時，更被陳興道預設的軍隊殲滅一半軍士，在退走路上一直遭遇越軍追擊，最後倉皇撤回中國。陈朝的江山得以收復。
近代越南史家陳仲金評價這次勝利，認為原因很多：「元軍來安南，則路遠萬里，山水隔阻，時值炎熱酷暑，又有嵐瘴之氣，因而初時是雄兵，後成病夫」，加上「君臣和睦，人心如一」，而陳興道又「善於用兵，見機而行，進退有度，所以元軍之勢在必然」。

## 第三次蒙古入侵時的表現
雖然由陳興道率領的越軍成功擊退元軍，但忽必烈並不甘心失敗，並在不久後發動蒙元的第三次入侵越南。

### 峰火再燃
1287年（陳重興三年）的春天，脫歡再次領軍（陳仲金說凡三十萬人），以護送陳朝宗室陳益稷回安南稱王為名，再次入侵陈朝。
面對來勢汹汹的元軍，縱然陳興道早已作好準備，在諒山、乂安、海陽等地佈防，亦無法抵擋，並一度威脅國都昇龍。但陳興道堅守昇龍，並讓上皇、陳仁宗遷到安全地方暫避，令元軍追趕不及而後撤，其後便據守萬劫（位於今海陽省）。

### 擊敗元軍
元軍陣容龐大，但軍糧亦快速消耗，需要從海路運送軍糧補給。1287年（陳重興三年）農曆十二月，越將陳慶餘在綠口灣設下伏兵，俘获元軍水師將領張文虎的軍糧船，奪走大批軍糧、器械及若干人員。當上皇接見這些戰利品時，便提出：「元兵所資者粮草器械，今既為我獲，恐彼未知，猶或陸梁」，將被俘人員釋放回元軍陣營，使他們聞悉糧食被奪而軍心動搖。
陳興道為免元軍從陸路運送糧食，便先行派軍駐紥諒山地區，截斷通路。脫歡無從選擇，唯有返回中國。元军快退至白藤江時，陳興道命將領阮蒯走捷徑先到達元軍必經的河面，繼而「王已植樁於白藤，覆叢草其上」，令河裡的木樁陷阱不易被察覺。《大越史記全書》記載當時戰況，元軍乘船渡河，越軍「乘潮漲時挑戰佯北，賊眾（元軍）來追，我軍力戰。水落，賊船盡膠，……二帝（太上皇及陳仁宗）將軍繼至，縱兵大戰，元人溺死不可勝計，江水為之盡赤，及文虎至，兩岸伏兵奮擊，又敗之。潮退甚急，文虎粮船閣樁上，傾覆殆盡，元人溺死甚眾。」陳興道就是確切地把握了白藤江潮汐漲退的時間，成功地誘使元軍戰船追擊時不慎擱淺。在戰役中，元軍多名將領被俘獲。脫歡率領殘軍敗逃途中，又不斷遭越軍伏兵攻擊，元軍最終以潰敗的狀態撒返中國。戰事發生在1288年（陳重興四年農曆三月）。
陳朝取得勝利後，隨即派出使者入元，請求按前例向元朝朝貢。忽必烈亦無心戀戰，應允和議，雙方便恢復過往的宗藩關係。雖然忽必烈在去世前有意以安南國王不肯來朝為口實，再度興兵侵越，但剛好因他的去世而計劃終止。

### 陳興道用計殘殺戰俘
陳朝將一批元軍戰俘遣返歸國，唯獨其中一名將領烏馬兒因對越南人殺戮過多，陳仁宗恨之入骨，不願放回，但又擔心影響議和。陳興道便想出，用船送烏馬兒到海中，然後鑿沉船，使之溺斃，元朝亦無從責怪。
此一行徑，被阮朝的嗣德帝批評為「不仁非義」，陳仲金亦認為批評恰當。

### 因功受賞
1289年（陳重興五年），朝廷論功行賞，陳興道被進爵為大王。

## 父親安生王的野心與陳興道

### 安生王與太宗陳日煚間的不和
安生王陳柳是陳太宗的兄長。1237年（陳天應政平六年）農曆正月，陳太宗皇帝因皇后李佛金沒有子嗣，便在掌握大權的宗室陳守度的擺佈下，改立陳柳的妻子李氏為皇后，此舉令陳柳極為不滿。陳柳便策動叛亂，但因勢孤力弱而投降。陳太宗為安撫陳柳，於是把安阜、安養、安生、安興、安邦等地封給陳柳，號「安生王」。陳柳雖獲封地，但仍心懷不甘。

### 安生王寄望陳興道「得天下」及陳興道對朝廷的效忠
安生王即將逝世時，曾對陳興道說了這樣的囑託：「汝不能為我得天下，我死地下不瞑目。」但陳興道郤不以為然。日後，在元兵入侵，陳國峻的軍政地位炙手可熱的時候，曾對身邊的家奴野象、歇驕二人說出父親的囑託，二人郤答覆以「雖富貴一時，而名醜流於千載」，陳興道亦「感泣嘉歎之」。

### 陳興道對兒子的試探
陳興道曾對自己的兒子們作出試探。一次，他問兒子興武王陳國巘「古人富有天下，以傳子孫，於汝何如。」興武王則答「縱如異姓，猶為不可，況同姓乎。」認為謀朝篡位絕不合宜，陳興道亦「內深然之」。
又一次，陳興道試探另一位兒子興讓王陳國顙，陳國顙回答說「宋太祖田舍翁也，乘時興運，以有天下。」認為有機會的話，就應奪取帝位，陳興道隨即用劍指罵陳國顙，要他「涕泣伏罪」才釋放。

## 著作

### 《兵書要略》
陳國峻曾撰寫了一本「兵家妙理要略書」，用來「授諸裨將」。該書用漢文寫成，原本的卷數不詳。現存一些抄本，但已非原著，而是匯錄17、18世紀越南史事及17世紀的越南兵書。

### 《檄將士文》
《檄將士文》是陳興道在抵抗第二次蒙古入侵時，撰寫出來用以激勵眾將士氣的訓示。詳見上。

### 《萬劫宗秘傳書》
陳興道搜集了諸家兵法為「八卦九宮圖」，書名稱為《萬劫宗秘傳書》。與他同時代的仁惠王陳慶餘為該書寫序，其中提到陳興道總結古來戰爭成敗，目的只是「授受家傳，不為外泄」。陳興道本人把這部書當作秘本流傳給後人，並對子孫後代囑託說：「後我子孫陪臣，得其祕術者，可以明哲施行布列，不可以頑昧遺文傳言，否則身招殃咎，禍及子孫，是謂泄天機者。」

## 去世

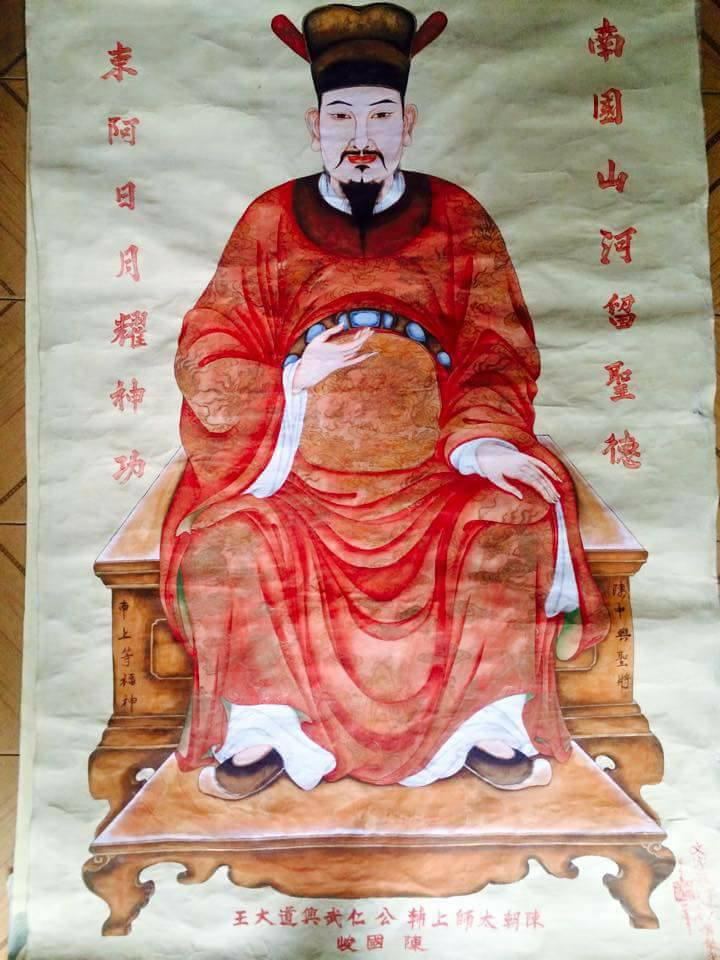
陈朝太师上辅公仁武兴道大王陈国峻画像

### 病重及提出守國之道
1300年（陳興隆八年）農曆六月，陳興道臥病。陳英宗皇帝擔心失去陳興道後越南國防出現危機，便問陳興道：「如有不諱，北寇來侵，其策安在。」陳興道回答抗擊敵人的方法：「若用蠶食緩行，不務民財，不求速勝，則拔用良將，觀其權變，如圍棋然，隨時制宜，收得父子之兵，始可用也，且寬民力，以為深根固柢之計，此守國之上策也。」

### 去世及身後安排
1300年（陳興隆八年）農曆八月二十日，陳興道「卒於萬劫第」，獲朝廷追贈為「太師尚父上國公仁武興道大王」。
據《大越史記全書》所載，或許他由於自己從兩度擊敗元朝，「後來或有發掘之患」，亦即擔心被掘墓僇屍，於是便對兒子留下遺囑：「我死必火葬，以環器藏骨，密埋於安樂園，旋移土種樹如初，使人莫知其處，且要速朽。」

## 家庭

### 「婚姻不正」的桃色事件
陳國峻的早年時候，在他身上曾發生了一宗「婚姻不正」的桃色事件。據《大越史記全書‧本紀‧陳太宗紀》的記載，1251年（陳元豐元年）二月，陳太宗想把天城公主嫁給宗室忠誠王，並在即將成婚之前，命天城公主暫居於忠誠王父親仁道王的府第。這件婚事原本與陳國峻無關，但陳國峻郤「欲求配而無由，夜間乃潛入天城公主所居通之。」在陳太宗皇帝、仁道王尚未知情的情況下，陳太宗姊姊瑞婆公主（亦是陳國峻養母）欺騙皇帝說陳國峻已被仁道王所擒，並且「恐遇害」。太宗迅速派人到仁道王府查探，但郤平靜無事，只是在天城公主的住處「見國峻在焉」。其後，瑞婆公主還向太宗進獻財物，慫恿太宗把天城公主許配給陳國峻。在大家都無何奈何的情況下，陳太宗唯有「以天城公主下嫁國峻」。
關於這件桃色事件，後來的越南史官吳士連批評說：「太宗以天城公主下嫁忠誠王，而公主歸于興道王，婚姻不正，甚矣。」並且抨擊陳朝的宗室同姓結婚制度：「且婚姻不於異姓，而於同姓，惟陳氏為然，失禮之中，又失禮焉。」

### 親屬
- 父：安生王陳柳[30]
- 母：善道國母（諱月善、道柳夫人）[31]

- 兄弟：
  - 慧中上士陳國嵩
  - 武成王陳國尹[32]
  - 靖國王陳國康
- 姐妹：
  - 元聖皇后陳氏韶（嫁陳聖宗）

- 養母：瑞婆公主（姑母，也是陳太宗的姊姊，「養國峻為子」）[30]
- 妻：天城公主（陳朝宗室女）[30]
- 子
  - 興武王陳國巘[9]
  - 兴治王陈国显
  - 兴宪王陈国蔚
  - 興讓王陳國顙[9]

## 評價

### 越南學者的評價
- 越南近代史家陳仲金對他忠君愛國及秉公辦事的作風深表讚賞：「興道王的確是盡忠於君主和國家，雖然威權顯赫，而仍恪守為臣的職份，不敢驕橫傲慢。當元軍侵擾之時，興道王掌握兵權，聖宗、仁宗委以封爵專權，侯爵以下可先封後奏。然而興道王也不敢擅自封賞任何人。凡捐獻錢糧以供軍食之富裕人家，他只封之為假郎將，意即貸之將。興道王如此謹慎，且待人秉公持正，因此至其卒時，上自皇帝下至百姓黎民，人人為之哀悼。許多地方的百姓都立祠廟奉祀，以緬懷他的大功大德。」[33]
- 1970年代越共學術機關越南社會科學委員會盛讚陳興道在軍事上的貢獻：「他那淵博的軍事知識跟熾烈的愛國精神和對祖國的無限忠誠相結合，在組織和領導抗戰中作出了偉大的貢獻，把越南的軍事科學和軍事藝術大大地推進了一步。陳國峻是一位光榮的民族英雄和天才的軍事家，他所從事的救國事業及其豐功偉績將同民族的光輝歷史一樣永世長存。」[34]

### 中國學者的評價
- 中國學者郭振鐸、張笑梅認為，越南人的成功擊退元軍，不能僅歸功於陳興道：「蒙古人因氣候炎熱，戰士多疾而北撤。在北撤途中，遭到北方越南各民族和以陳國峻為首的陳氏大軍的狙擊而遭受重創，但這並不是蒙古軍北撤的主要原因。總之，對蒙古軍隊北返的原因應以客觀的態度去評述。」[35]

## 後世尊崇

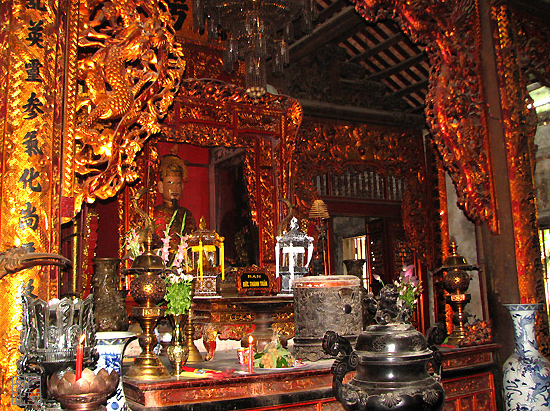
越南人把陳興道視為守護者，並設廟供奉

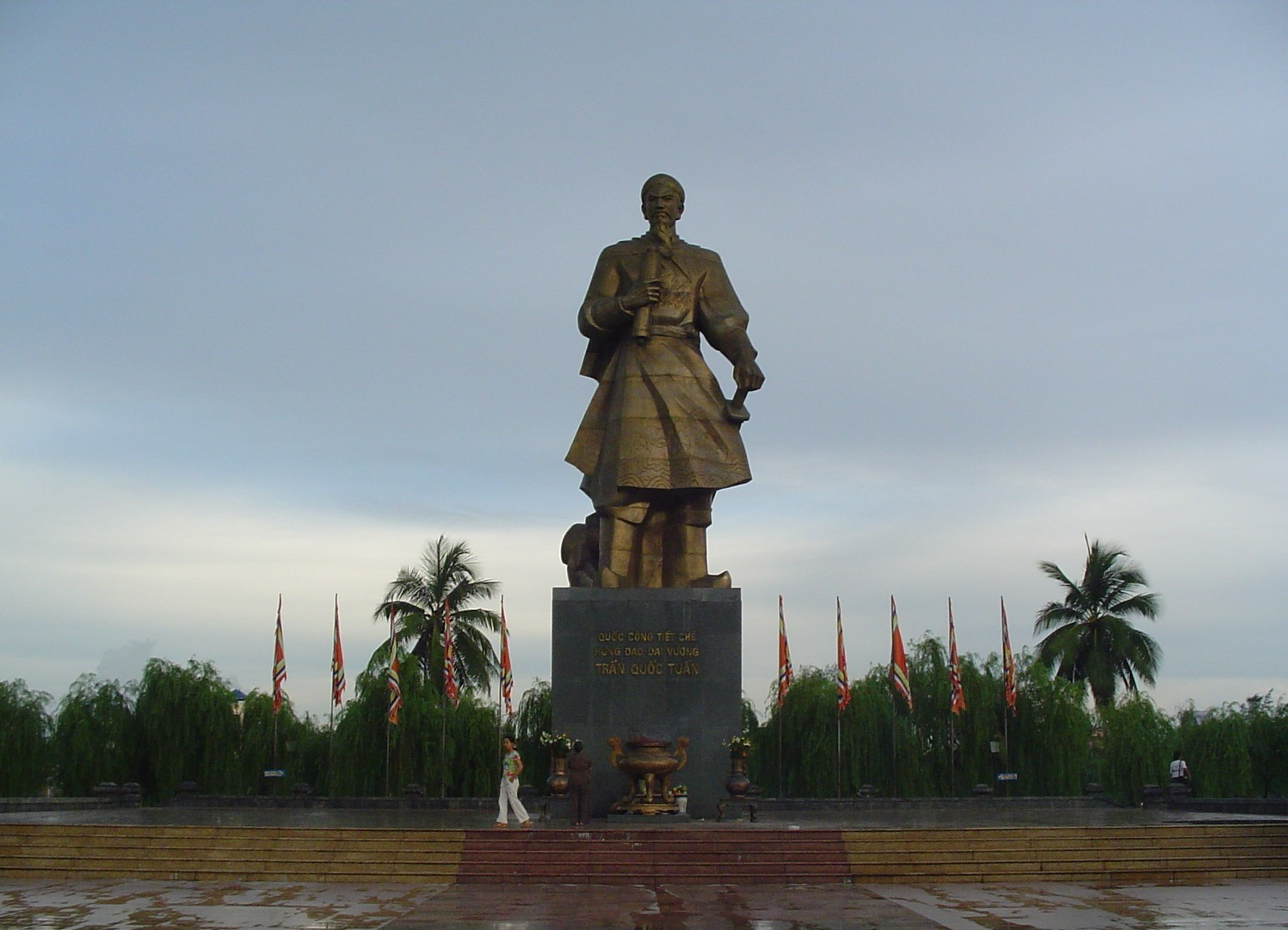
位於越南南定市的陳興道像

### 奉若神明
陳興道的英雄形象，在越南被視為守護者。《大越史記全書‧本紀‧陳英宗紀》載，陳興道「歿後諒江州縣災疹，人多禱之。至今歲時國有寇賊，致祭神祠，劒匣嗚，必大捷。」

### 陳興道肖像鈔票的發行
1960年代，南越的越南國家銀行發行印有陳興道肖像的500元越南盾鈔票，以作紀念。

### 街道
胡志明市設有以陳興道命名的陈兴道街。